# واين هاموند
واين هاموند (بالإنجليزية: Wayne Hammond)‏ هو لاعب هوكي الحقل أسترالي، ولد في 5 سبتمبر 1948 في بريزبان في أستراليا.

## وصلات خارجية
- واين هاموند على موقع أوليمبيديا (الإنجليزية)